# Néflier
Mespilus germanica
Ne doit pas être confondu avec Néflier du Japon ou Néflier d'Amérique.
Espèce
Statut de conservation UICN

 LC  : Préoccupation mineure
 Monde, Europe, France 
Le Néflier, ou Néflier commun (Mespilus germanica L.), est une espèce de plantes à fleurs de la famille des Rosacées. C'est un petit arbre fruitier parfois cultivé pour ses fruits à pépins consommés blets : les nèfles.
Cet arbre originaire d'Asie Mineure, très rustique, ne doit pas être confondu avec le Néflier du Japon (Eriobotrya japonica) originaire de Chine subtropicale, à fruits jaunes et charnus, ni avec le Néflier d'Amérique (Diospyros digyna), un grand arbre tropical originaire d'Amérique centrale qui donne aussi un fruit à consommer blet, au goût de chocolat.

## Dénominations
- Nom scientifique valide : Mespilus germanica L.,[1],[2].
- Synonyme scientifique : Crataegus germanica (L.) Kuntze, 1891[3].
- Nom normalisé / Nom vulgaire accepté, recommandé ou typique en français : Néflier[4],[5],[6]
- Autres noms vulgaires (vulgarisation scientifique) : Néflier commun[4],[3] ou encore Aubépine d'Allemagne[3].
- Noms vernaculaires (langage courant), pouvant désigner éventuellement d'autres espèces : Néflier d'Allemagne[7] et plus localement mêlier[4], mespoulo[4], nesplier[4], médlier ou encore mesplier[réf. souhaitée].

Les fruits sont appelés des nèfles ou parfois des mêles, et de manière plus imagée dans le langage populaire de l'Est de la France, "cul-de-chien".

### Étymologie
Son nom scientifique provient du latin mespilum, mot emprunté au grec μέσπιλον  mespilon ; ce mot serait formé des mots grecs mesos et pilos, balle, en référence à la forme hémisphérique du fruit.

## Description
C'est un arbuste ou un petit arbre à port assez étalé, de 5 à 6 m de haut, à tronc et rameaux tortueux et présentant une écorce écailleuse.
La feuille est simple, alterne, elle est de forme elliptique, un peu aiguë au sommet, et irrégulièrement dentelée. De couleur vert pâle, elle est glabre à sa face supérieure et un peu tomenteuse en dessous.
Les fleurs blanches ont 3 cm de diamètre environ. Elles apparaissent tardivement, vers la fin mai.
Les fruits, de 2 à 3 cm de diamètre (4 à 6 cm chez les variétés à gros fruits), ont une forme de petite poire, ou de toupie aplatie, et portent les sépales persistants à leur sommet. Sur le plan botanique, ce fruit est une fausse drupe (en fait, un piridion), analogue aux pommes, poires, coings. En effet la partie charnue résulte essentiellement du développement du réceptacle floral qui enveloppe complètement à maturité les cinq carpelles et repoussant à son sommet les sépales persistants[réf. souhaitée]. La nèfle contient cinq noyaux.

Aspects du Néflier commun
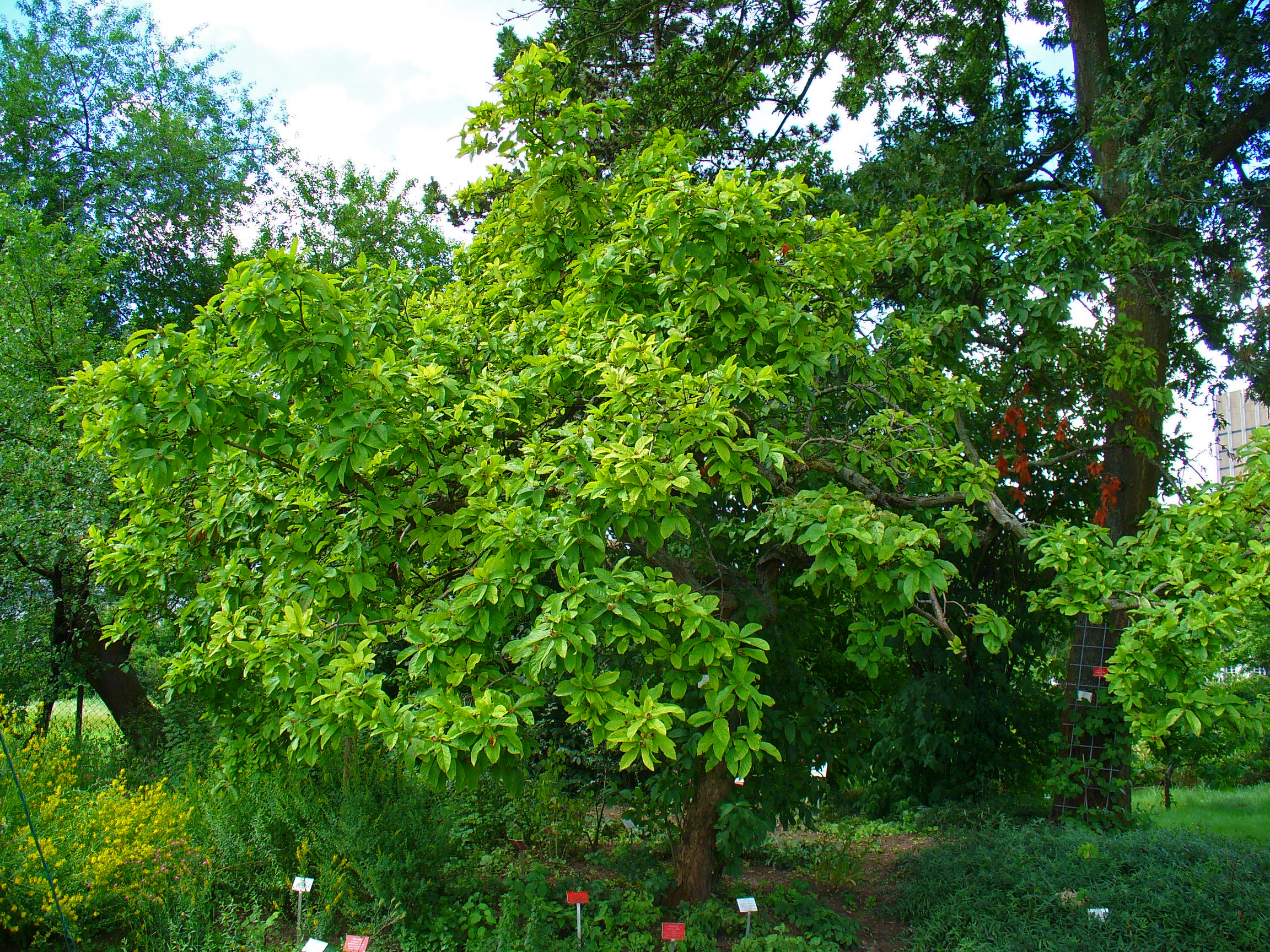
Arbre en été.
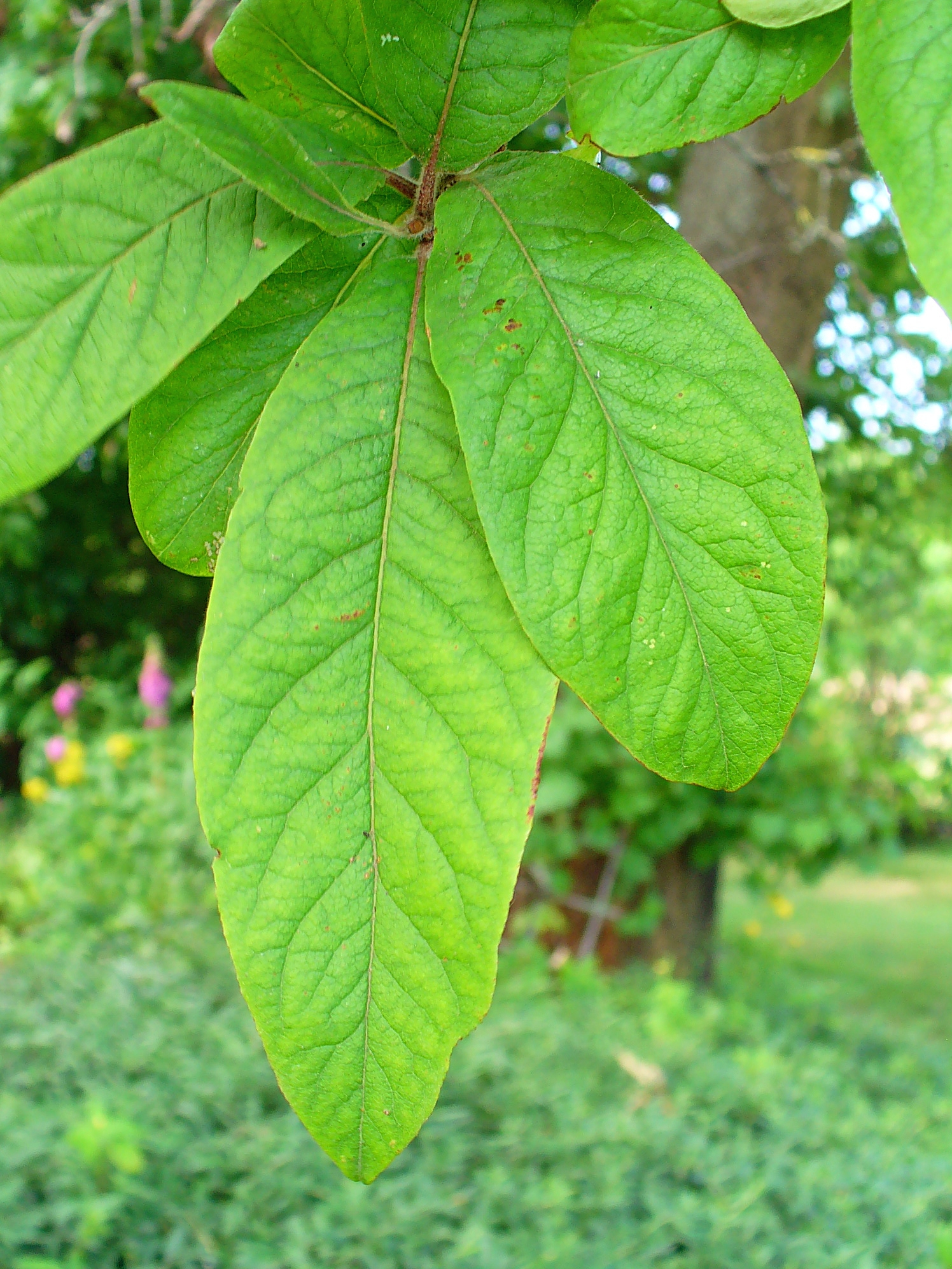
Feuilles.
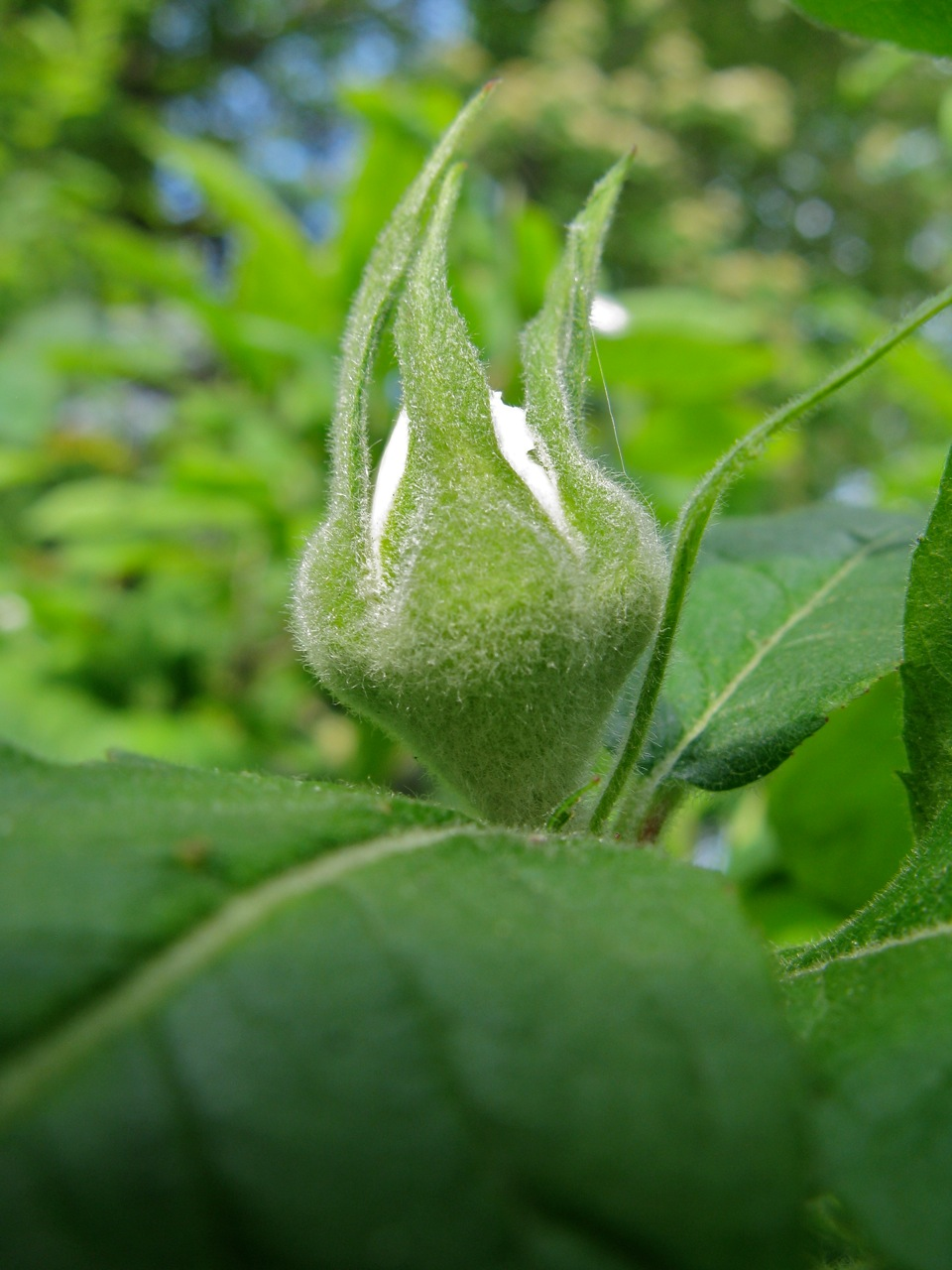
Bouton de fleur.
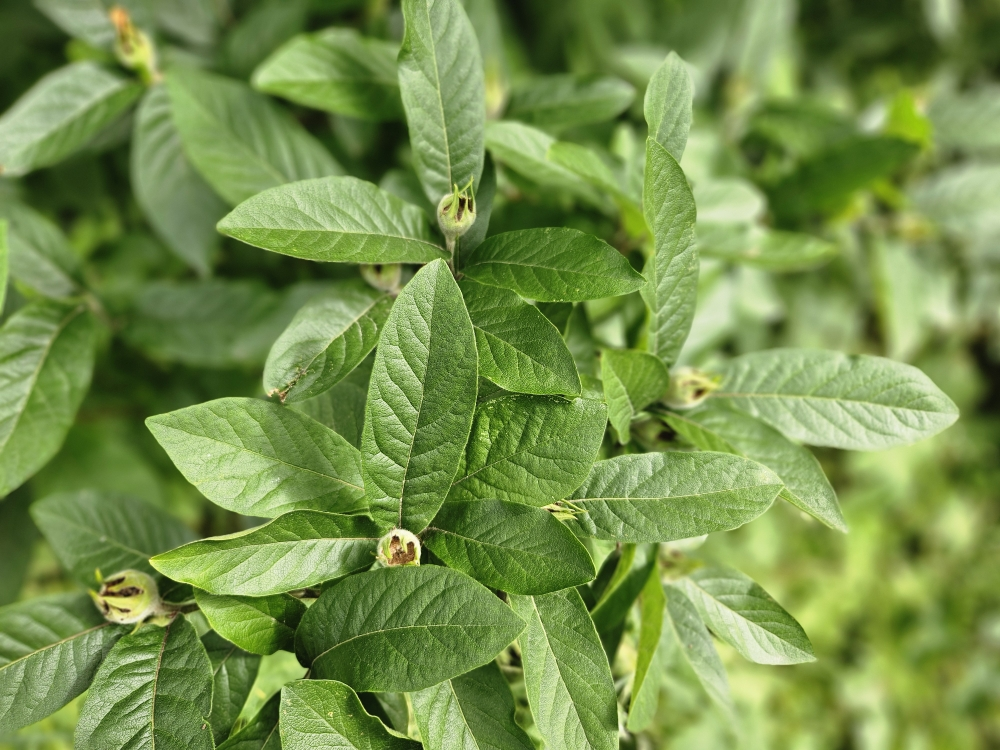
Rameau avec des fruits en formation.
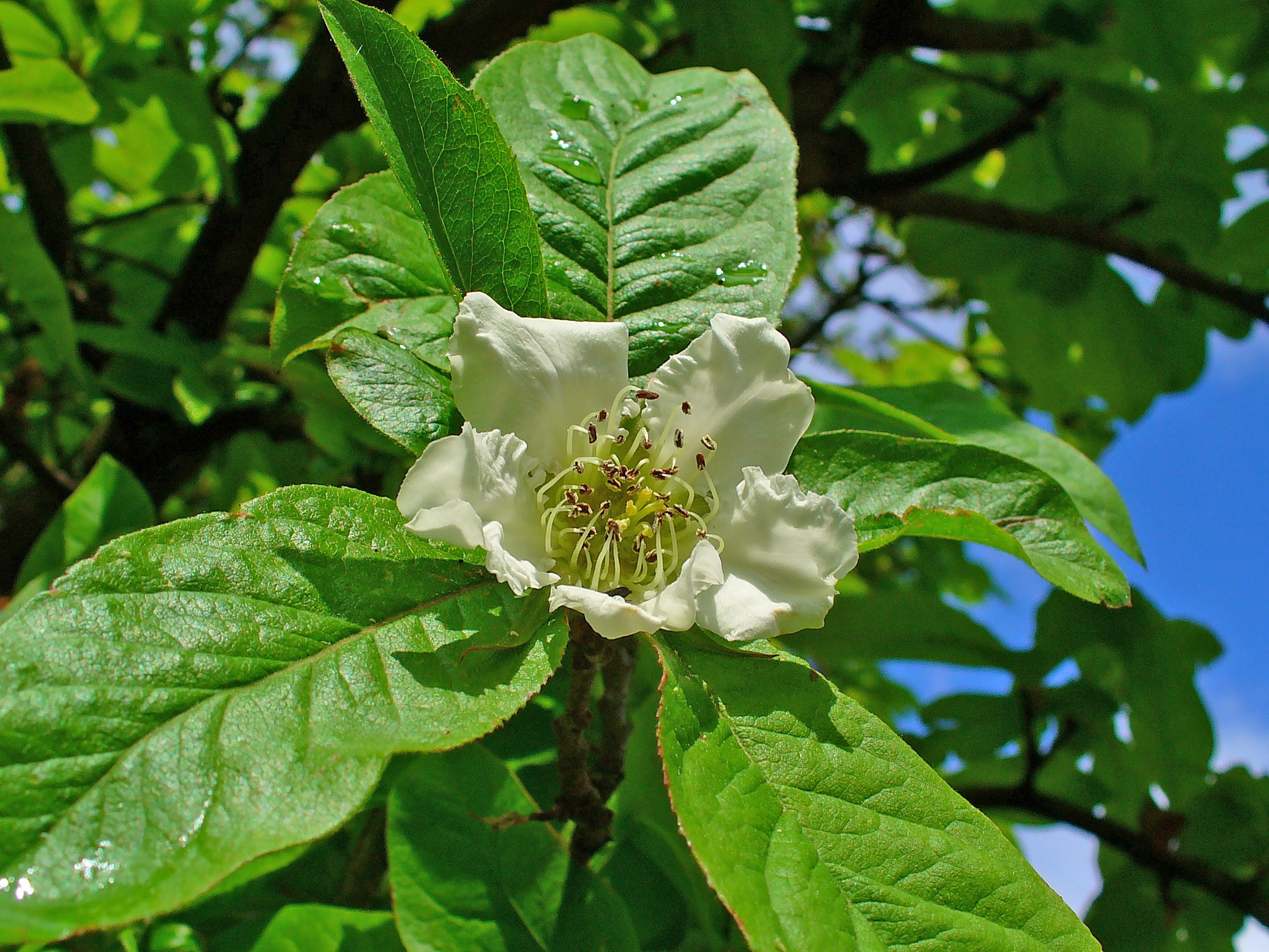
Fleur épanouie.
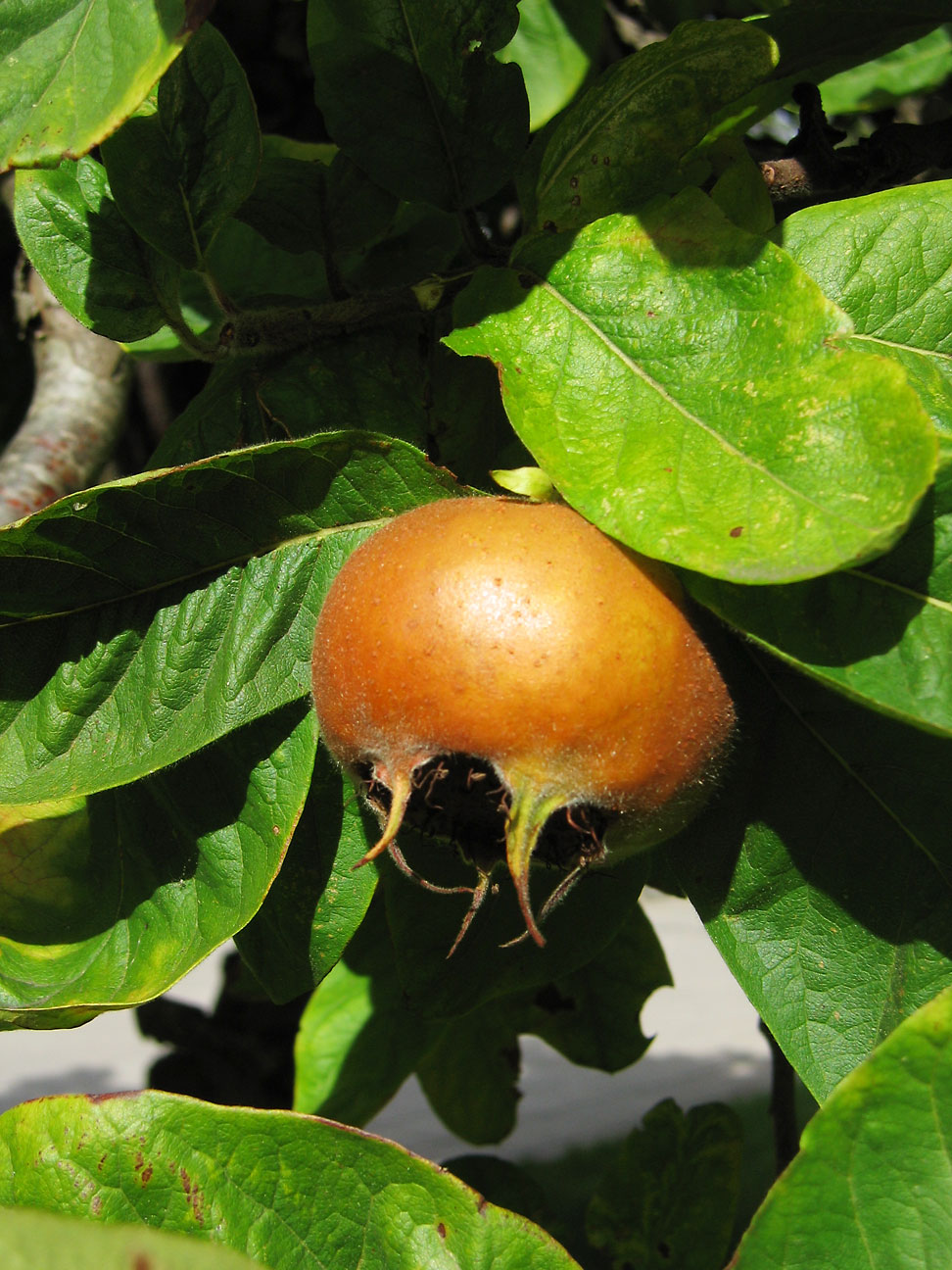
Fruit.
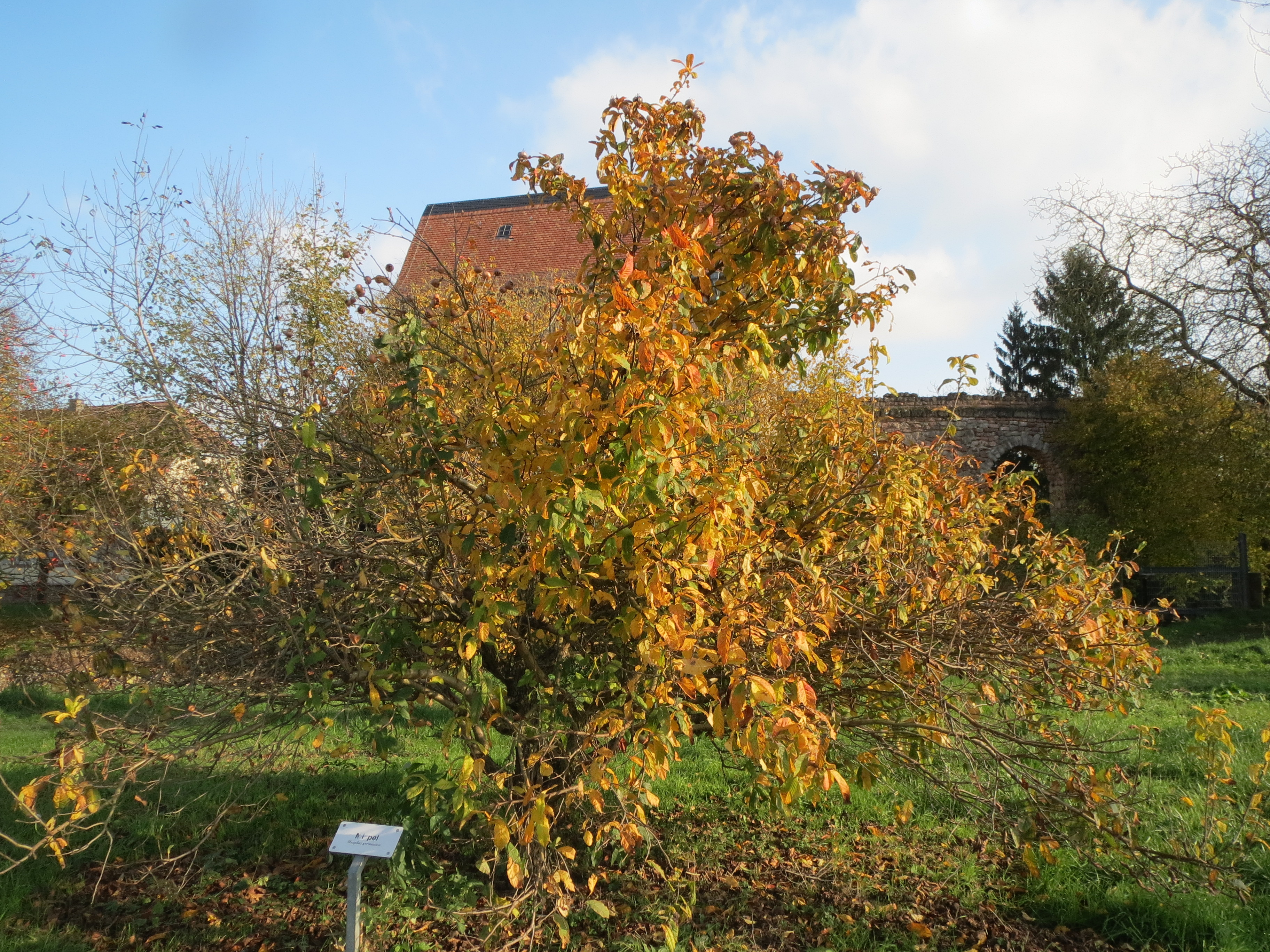
Arbre en automne.
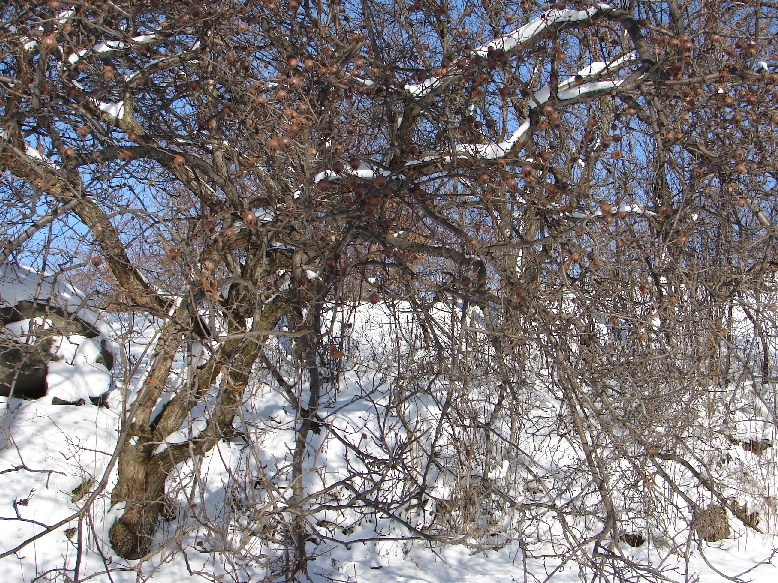
Arbre en hiver.
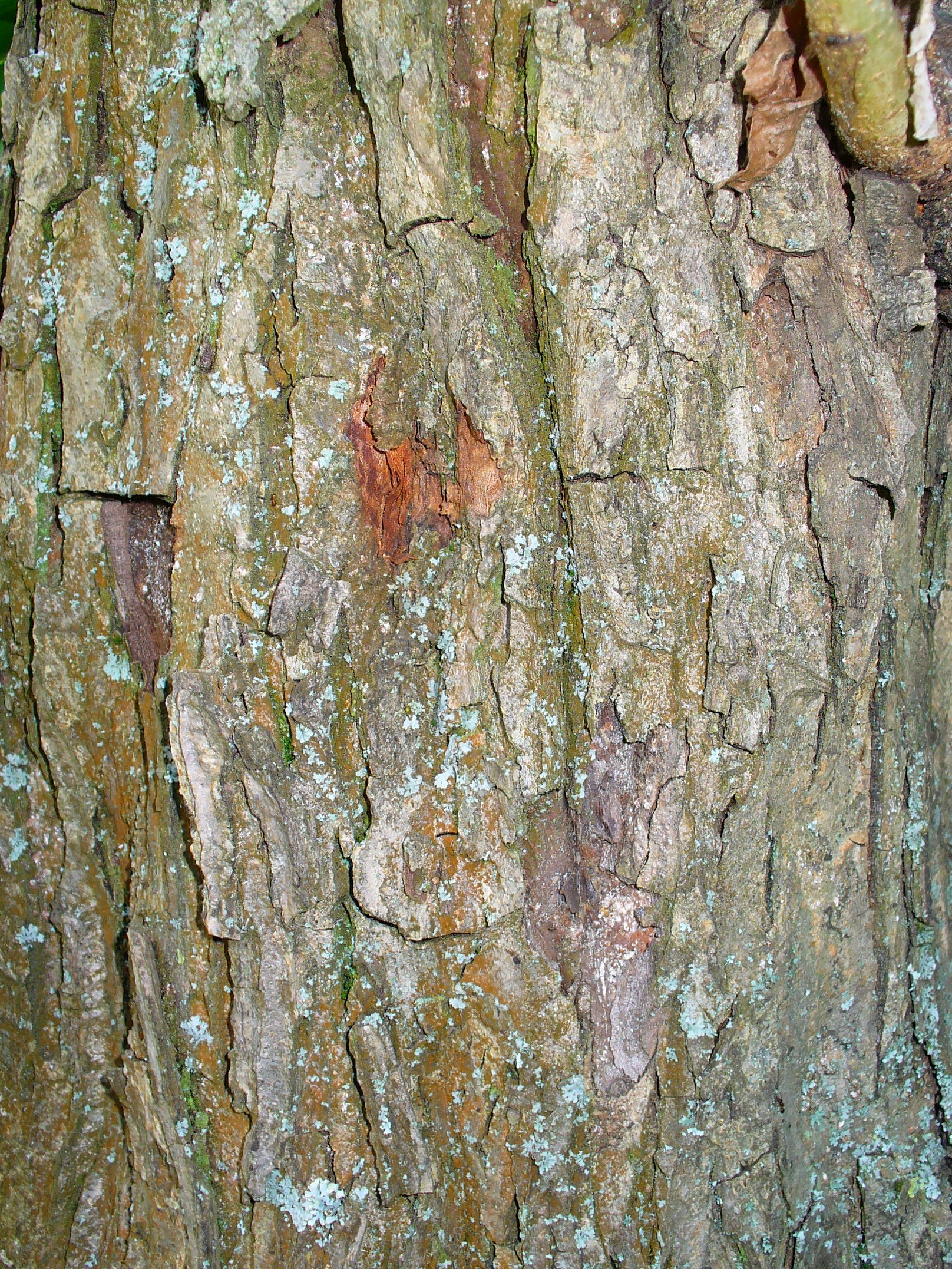
Écorce du tronc.
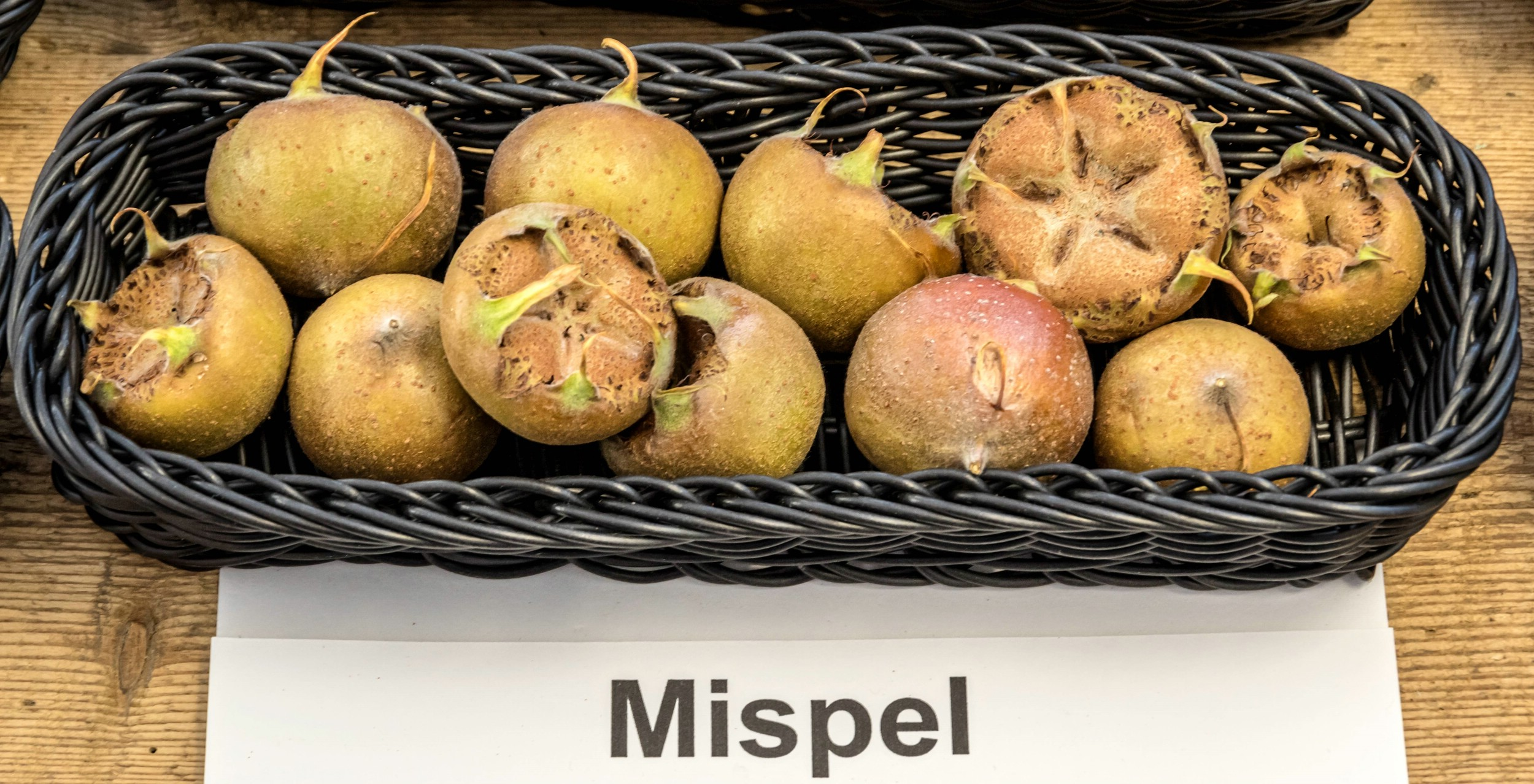
Fruit.

## Taxonomie et classification

### Histoire du taxon et de la classification

#### Nomenclature moderne
Dès 1753 et son fameux ouvrage "Species Plantarum", Linné a décrit cette espèce en lui donnant ce nom qui lui est longtemps resté de Mespilus germanica, et la décrivant ainsi :
"Mespilus inermis, foliis lanceolatis integerrimis subtus tomentosis, calycibus acuminatis. Hort. cliff. 189. Hort. ups. 129. Mat. med. 236. Roy. lugdb. 270. Bœhm. lips. 174."
En 1789, un médecin de Montauban nommé Gaterau proposa de renommer la plante en Mespilus domestica.
Un siècle après Linné, en 1853, Karl Koch propose le nom de Crataegus germanica, mais sa publication est invalide.
C'est finalement Otto Kuntze qui réalisera la publication valide de ce binôme en 1891.

## Distribution
Originaire d'Europe du Sud, l'espèce est spontanée en Asie occidentale et centrale (Turquie, Caucase, Iran, Irak, Turkménistan) ainsi qu'en Europe du Sud-Est (Macedoine, Ukraine, Serbie, Bulgarie, Grèce, Italie, Albanie, Kosovo).
Elle est aussi cultivée et naturalisée dans la plupart des pays tempérés.
Le néflier est assez commun en Belgique et en France, ainsi que dans la région méditerranéenne [réf. nécessaire].

## Le néflier et l'homme

### Histoire
Malgré ce que laisse entendre son nom latin, le néflier n'est pas originaire d'Allemagne mais d'Asie Mineure où il est cultivé depuis l'an 1000 av. J.-C. Il fut ramené en Europe par les Romains et figura ensuite parmi les espèces recommandées par Charlemagne dans le capitulaire De Villis.

### Culture
Espèce peu exigeante quant au sol, elle craint cependant l'excès d'humidité. Très rustique, elle supporte les fortes gelées, en dessous de −20 °C (cependant les fruits peuvent en pâtir), et nécessite de la chaleur pour la maturation de ses fruits.
Le néflier se cultive généralement en demi-tige. Les porte-greffes utilisables, selon les conditions de sol, sont le poirier franc, le cognassier, le sorbier ou l'aubépine. En pépinière il est greffé sur des plants de Crataegus obtenus par semis, car la fructification est plus précoce et la durée de vie plus longue que celle des greffons sur poirier sauvage ou cognassier.
La récolte des fruits intervient assez tard, généralement en octobre, après les premières gelées. Les fruits doivent être conservés plusieurs semaines dans un local aéré, jusqu'à l'amollissement ou blettissement de la pulpe qui les rend consommables. Il supporte mal la taille annuelle car, n'ayant qu'une fleur à chaque extrémité des jeunes rameaux, couper fait perdre la récolte sur cette brindille ; un élagage tous les dix ans est considéré suffisant.[réf. nécessaire]
Le néflier est sensible au feu bactérien.

#### Propagation
La germination naturelle des graines contenues dans les osselets est lente et capricieuse en raison de leur enveloppe assez dure et imperméable. Elle nécessite au moins deux hivers de stratification pour se ramollir. De plus, les cultivars ne sont pas fidèlement reproduits[réf. nécessaire].
Les propagateurs professionnels trempent les graines quelques instants dans l'acide sulfurique pour accélérer leur germination. Les amateurs peuvent plus simplement scarifier légèrement le tégument brun puis laisser tremper huit à dix jours les graines dans un bol d'eau. On peut ensuite semer et les graines lèvent généralement dans le mois qui suit.

### Utilisation
Le néflier est cultivé comme arbre fruitier. La nèfle se consomme blette, ou cuite en compote ou en confiture. Le fruit peut aussi être consommé en ratafia.
Le bois de néflier a un grain très fin et peut se polir. Il est dense et se fend peu, qualités qui l'ont fait rechercher pour les manches d'outils et de fléaux. Au Pays basque il se fabrique un bâton de marche ornementé appelé makhila, dont le bois de néflier nécessite avant d'être travaillé par l'artisan, une durée de séchage entre dix et vingt années selon la solidité recherchée.
Le néflier a aussi été utilisé comme "mairien" (bois de construction) à la fin du Moyen Âge, notamment en Flandre et en Artois pour les moulins à eau (XIV et XVe siècles). Il apparaît alors dans les textes (comptes de réparations) sous le terme "mesplier" ou "merlier", "meslier", particulièrement pour des pièces en contact avec l'eau.
Il est parfois cultivé comme arbre d'ornement.

### Autres liens externes
- Néflier et Makhila (qualité du bois, etc.)
- Inventaire des variétés de Mespilus germanica